# Trading Performance
Trading Performance, par la suite renommé GAC Racing Team est une écurie de sport automobile suisse.

## Historique

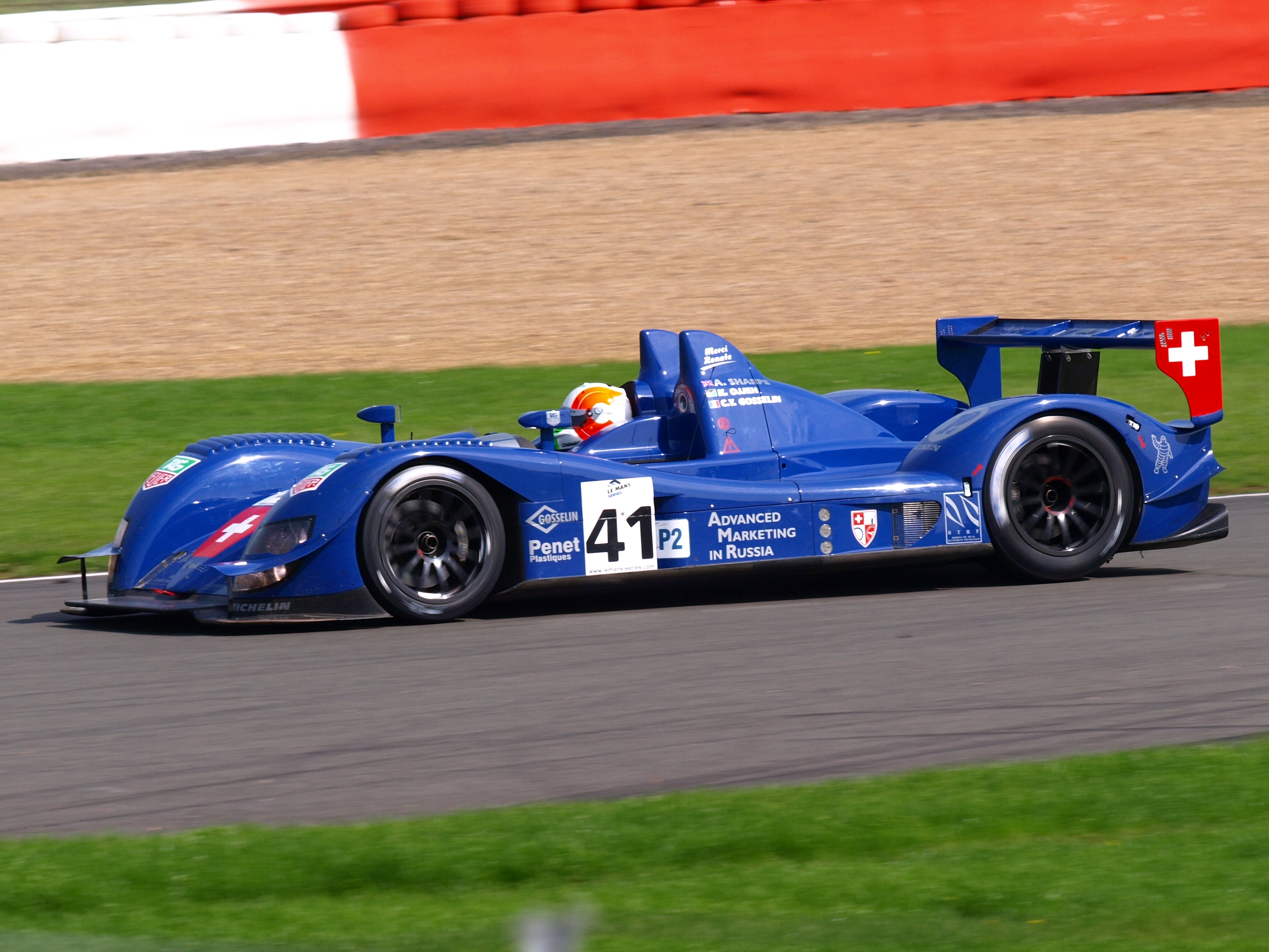
La Zytek 07S/2 de l'écurie, lors des 1 000 kilomètres de Silverstone 2008.

L'écurie est fondée en 2007 sur les bases de l'écurie PBR. Elle tire son nom de l'entreprise de courtage en bourse éponyme qui la sponsorise. La société Trading Performance était auparavant partenaire du Paul Belmond Racing. Dès l'année 2007, l'écurie suisse s'engage en BTCS avec une Renault Mégane Trophy.
L'année suivante, l'écurie prend possession d'une Zytek et intègre les Le Mans Series dans la catégorie LMP2. La voiture est préparée dans les locaux de l'écurie près de Caen. Lucien Monté est le responsable du programme. L'écurie marque ses premiers points de la saison lors de la cinquième manche : les 1 000 kilomètres de Catalogne.
En juin 2008, l'écurie participe aux 24 Heures du Mans. Karim Ojjeh, Claude-Yves Gosselin et Adam Sharpe sont contraints à l'abandon après avoir parcourus vingt-deux tours de piste.
Pour la saison 2009, l'écurie est renommée GAC Racing Team,.